# Michel Godin
Michel Gaston Joseph Godin (Arras, 3 luglio 1908 – Valenciennes, 3 novembre 1978) è stato uno schermidore francese, vincitore di una medaglia d'oro ed una d'argento ai campionati mondiali di scherma.